# 이향래
이향래(1950년 10월 16일 ~ 2012년 9월 24일)는 대한민국의 정치인이다. 제40대 충청북도 보은군수를 지냈다.

## 역대 선거 결과
|  | 39.05% |

|  | 15.20% |

|  | 27.13% |

|  | 48.58% |

| 전임 박종기 | 제40대 충청북도 보은군수 2006년 7월 1일~2010년 6월 30일 | 후임 정상혁 |